# فخ العولمة (كتاب)
فخ العولمة: الاعتداء على الديموقراطية والرفاهية كتاب صدر عام 1996 من تأليف هانس بيتر مارتن و هارالد شومان (العنوان الأصلي:Die Globalisierungsfalle. Der Angriff auf Demokratie und Wohlstand )، وتُرجم الكتاب للعربية عام 1998 باإشراف الدكتور عدنان عباس علي.
يتناول هذا الكتاب تحليل قضية العولمة وهي القضية التي باتت تشغل مساحات واسعة من الفكر الإنساني المعـاصـر.
كتاب ” فخ العولمة” من أهم الكتب التي ناقشت هذا الموضوع المطروح كمصطلح طحلبي ( الطحالب محرومة من الجذور) إلى جانب العديد من المصطلحات الطحلبية التي يفرض تداولها بفعل آلة إعلامية مهيمنة. ولقد تجلت أهمية هذا الكتاب بنجاحه الفائق. ذلك النجاح منقطع النظير الذي لقيه في ألمانيا. حيث طُبع تسع مرات في عام واحد منذ أن صدرت طبعته الأولى باللغة الألمانية، في برلين عام 1996 عن دار روفولت Rowohlt .

## وصلات خارجية
- صفحة الكتاب على موقع كودريدرز goodreads